# 神戸市立垂水東中学校
神戸市立垂水東中学校（こうべしりつ たるみひがしちゅうがっこう）は、兵庫県神戸市垂水区にある公立中学校。略称は「たるひが」。

## 沿革
- 1962年（昭和37年）4月1日 - 垂水中学校から分離し、神戸市立垂水東中学校創立。
- 1975年（昭和50年）4月1日 - 塩屋中学校が分離。

## 部活動

### 運動部
- 野球部
- ソフトテニス部
- 卓球部
- 柔道部
- 男子バスケットボール部
- 女子バレーボール部

### 文化部
- 吹奏楽部
- 美術部
- 放送部
- 図書部

## 校区
- 神戸市立福田小学校の校区の一部
- 神戸市立乙木小学校の校区の一部
- 神戸市立東垂水小学校

## 制服
- 男子　
  - 冬服は標準的な学生服上下である。
  - 夏服はカッターシャツ、スラックスである。
- 女子　
  - 冬服はブレザー、ベスト、ブラウス、吊りスカートである。
  - 夏服は、ブラウス、吊りスカートである。

## 卒業生
- 竹添昇 - 元日本ハム社長
- 北島隆三 - 馬術選手

## 交通アクセス
- 電車・バス ・山陽電鉄　滝の茶屋で下車　徒歩１５分  ・ＪＲ山陽本線　垂水駅で下車　山陽バス　青山台行き乗車（23系統）　バス停「美山台」で下車　徒歩5分　バスの乗車時間約15分　  ・地下鉄　名谷駅で下車　市バス・山陽バス　青山台行き乗車　バス停「青山台」で下車
- 自動車  第２神明道路　名谷ＩＣ下車南へ

## 通学区域が隣接している学校
- 神戸市立垂水中学校
- 神戸市立福田中学校
- 神戸市立塩屋中学校